# رزوان
رزوان، روستایی از توابع بخش اسالم شهرستان طوالش دهستان ییلاقی گیلانده در استان گیلان ایران است.

## جمعیت
این روستا در دهستان گیلانده اسالم قرار دارد و براساس سرشماری مرکز آمار ایران در سال ۱۳۸۵، جمعیت آن ۳۷ نفر (۱۰خانوار) بوده‌است.